# Holiday (album)
Holiday is een album van de Cantopop zanger Sammi Cheng. Het is opgenomen in 1991 en uitgegeven in mei van datzelfde jaar.

## Tracklist
1. 不來的季節
2. 情人休息
3. 情盡變
4. Go Go Adios
5. 醉鄉
6. 情斷維也納
7. Valentino
8. Friends
9. 曖昧
10. 告別溫室